# Faerský jazykový výbor
Faerský jazykový výbor (faersky: Føroyska málnevndin) je jazykový regulátor pro faerštinu, úřední jazyk Faerských ostrovů. Byl založen v dubnu 1985 v Tórshavnu, hlavním městě ostrovů, kde sídlí dodnes.
- Webové stránky Faerského jazykového výboru